# Guillermo Méndez Guiú
Guillermo Antonio Méndez Guiú (Ciudad de México, 2 de octubre de 1955) es un compositor, director y productor musical mexicano.

## Biografía
Cuando Memo tuvo dos años de edad, su madre decidió radicar en el estado de Arizona, Estados Unidos, donde cursó sus estudios. Su primera composición «Jessie» la hizo a los nueve años. Regresó a la Ciudad de México en 1972 y se dedicó a la música, tocando en varios grupos con diferentes instrumentos.
A los 25 años fue director artístico de Discos Melody. Ha logrado reconocimiento y éxitos como compositor, director y productor musical de programas de televisión, telenovelas, eventos y discos. Incursionó en el ámbito cinematográfico, escribiendo música para cinco películas, también de obras de teatro originales y varias campañas de publicidad.
En 1983, en los recién inaugurados Televiteatros de la Ciudad de México, estrenó la obra Musical "José el Soñador" donde fue director musical y protagonista de la ópera rock original de Andrew Lloyd Weber y Tim Rice. 
Es hijo de Guillermo Méndez Amezcua y de la actriz de la época de oro del cine mexicano Emilia Guiú. Méndez tiene 5 hijos, Marisa, Miah, Billy Méndez conocido artísticamente por integrar el grupo Motel, Frida y Teo.
Cuenta con un catálogo de 2000 composiciones de las cuales 500 han sido grabadas. Tiene aproximadamente 60 éxitos permanentes.
Paralelamente Memo Méndez Guiú ha fungido como miembro del Consejo Directivo y del Comité de Vigilancia de la Sociedad de Autores y Compositores de México (SACM) en dos ocasiones. Actualmente (2021) preside el Comité de Vigilancia.

## Trayectoria

### Televisión (como productor musical)
- Cantando por un Sueño
- Rebelde 2ª. Temporada
- La Nueva Banda Timbiriche
- Teletón 2006
- La Escuelita VIP
- Festival de Telenovelas
- T.V.O.
- Plaza Sésamo
- El Mundo del Espectáculo
- Los Heraldos
- Festival Valores Bacardí y x
- Rumbo al O.T.I
- Señorita México
- ¡¡Cachún Cachún Ra Ra!!
- Noche a Noche
- El Show de Eduardo Segundo

### Compositor
- «Nuestro amor» - RBD
- «Ámame hasta con los dientes»
- <<Todo o nada>>
- «Princesa Tibetana»
- «Te quiero tanto, tanto»
- «Sin ti»
- «Inspiración»
- «Cada mañana»

### Compositor (en coautoría)
- «Timbiriche» (con Pedro Damián)
- «Hoy tengo que decirte papá» (con Pedro Damián)
- «La vida es mejor cantando» (con Pedro Damián)
- «Chispita» (con Álvaro Dávila)
- «Quinceañera» (con Álvaro Dávila)
- «Mamá» (con Amparo Rubín)
- «Acelerar» (con Anahí Van Zandweghe)
- «Tus besos» (con Paula Sánchez)
- «Al pasar» (con Janine Quijano y Carla García)
- «Alma gemela» (con Paulyna Carranza)
- «Tonto corazón» (con Paulyna Carranza)
- «Mía» (con Paulyna Carranza)
- «Cielo» (con Benny Ibarra y Paulyna Carranza)
- «Llueve luz» (con Benny Ibarra y Paulyna Carranza)